# Planmossa
Planmossa (Distichium capillaceum) är en bladmossart som beskrevs av Bruch och W. P. Schimper in B.S.G. 1846. Planmossa ingår i släktet planmossor, och familjen Ditrichaceae. Arten är reproducerande i Sverige. Inga underarter finns listade i Catalogue of Life.

## Bildgalleri

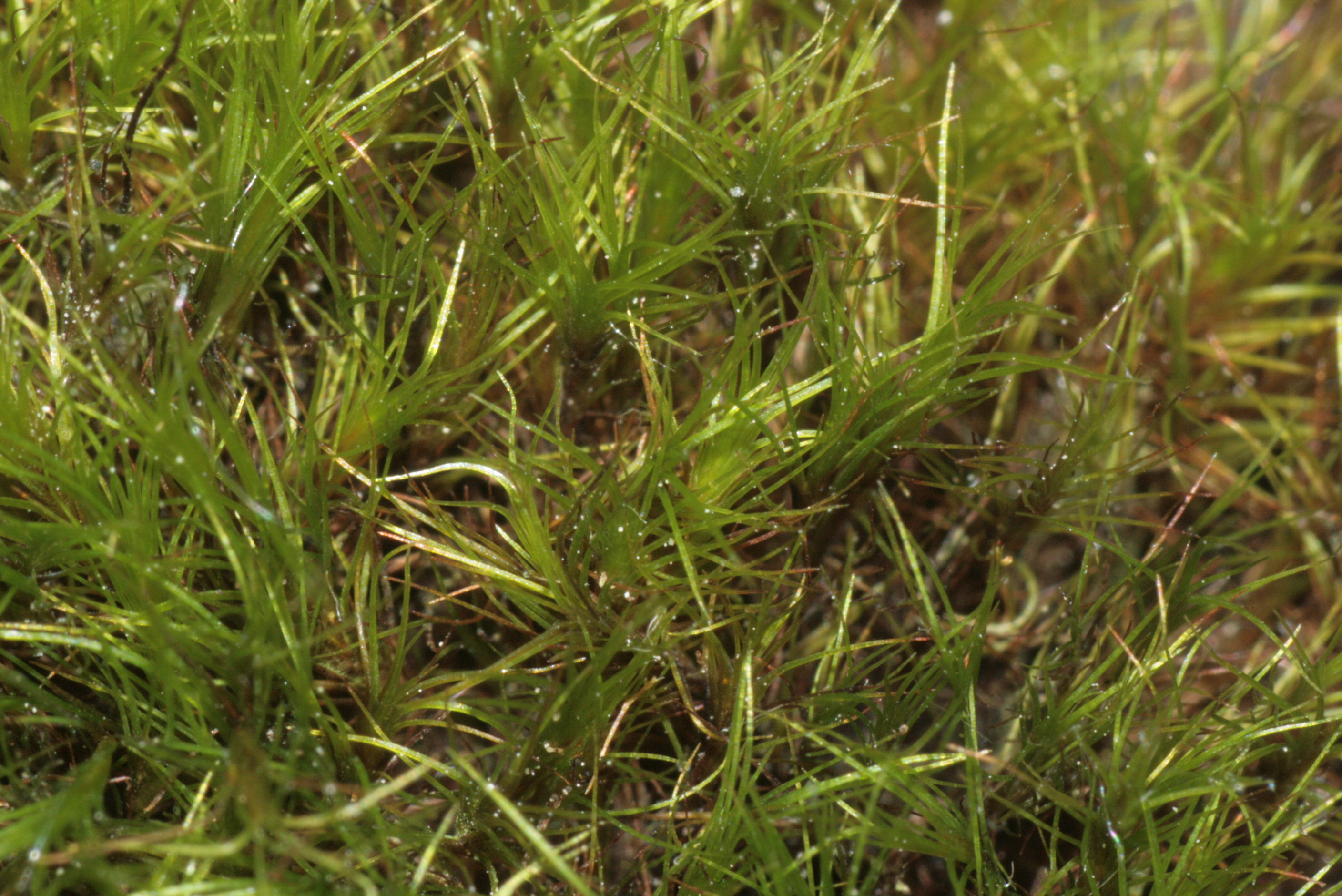
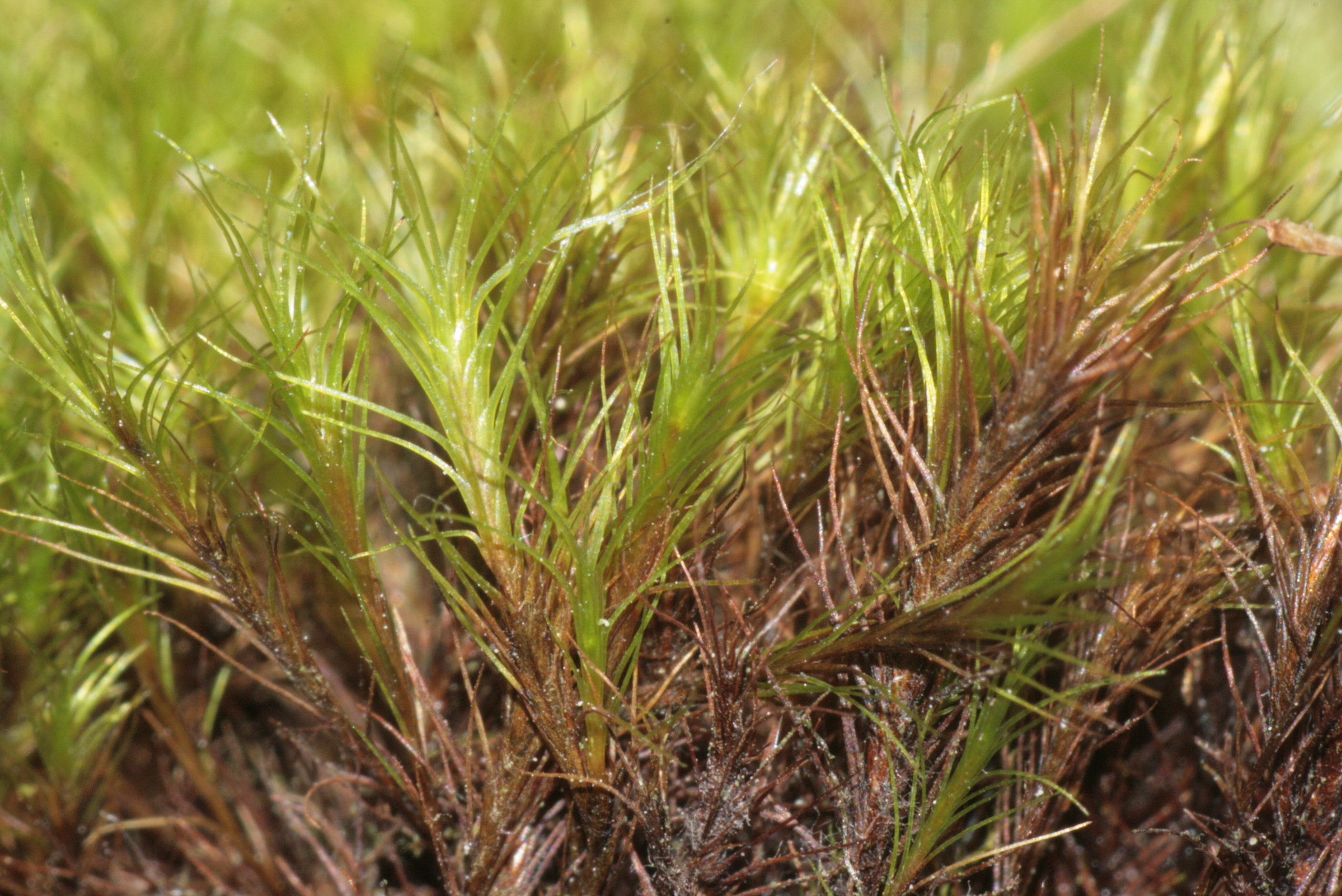
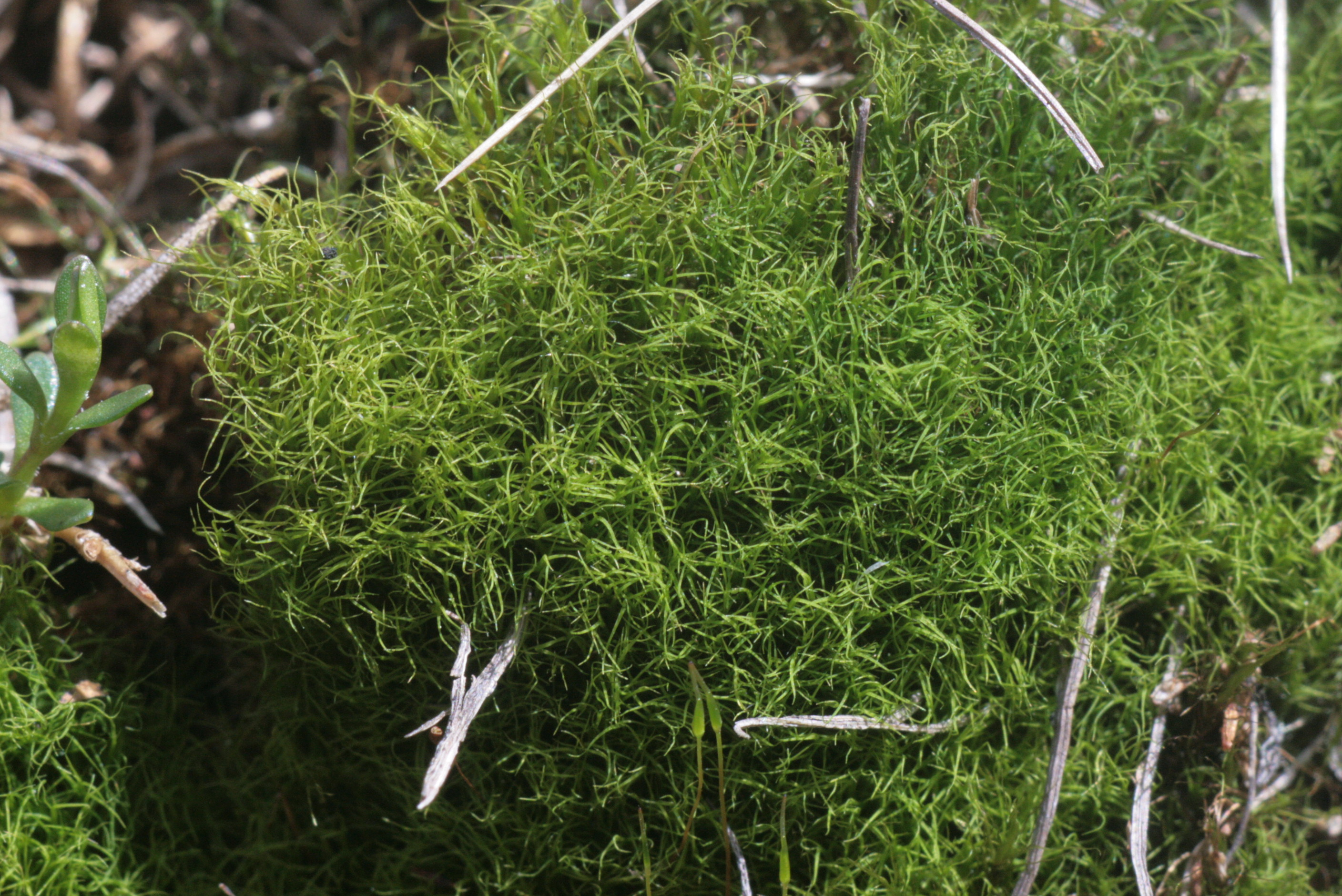
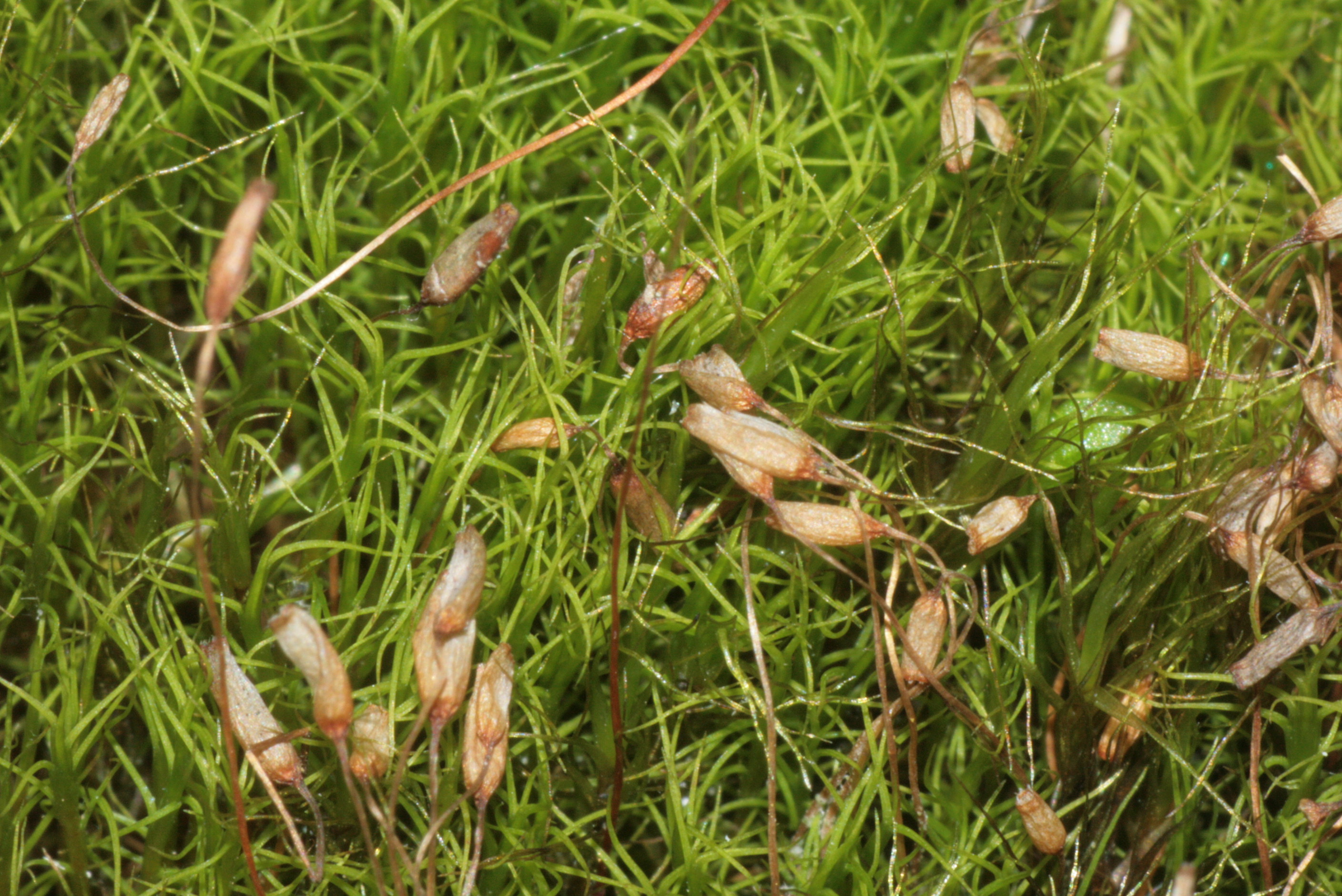
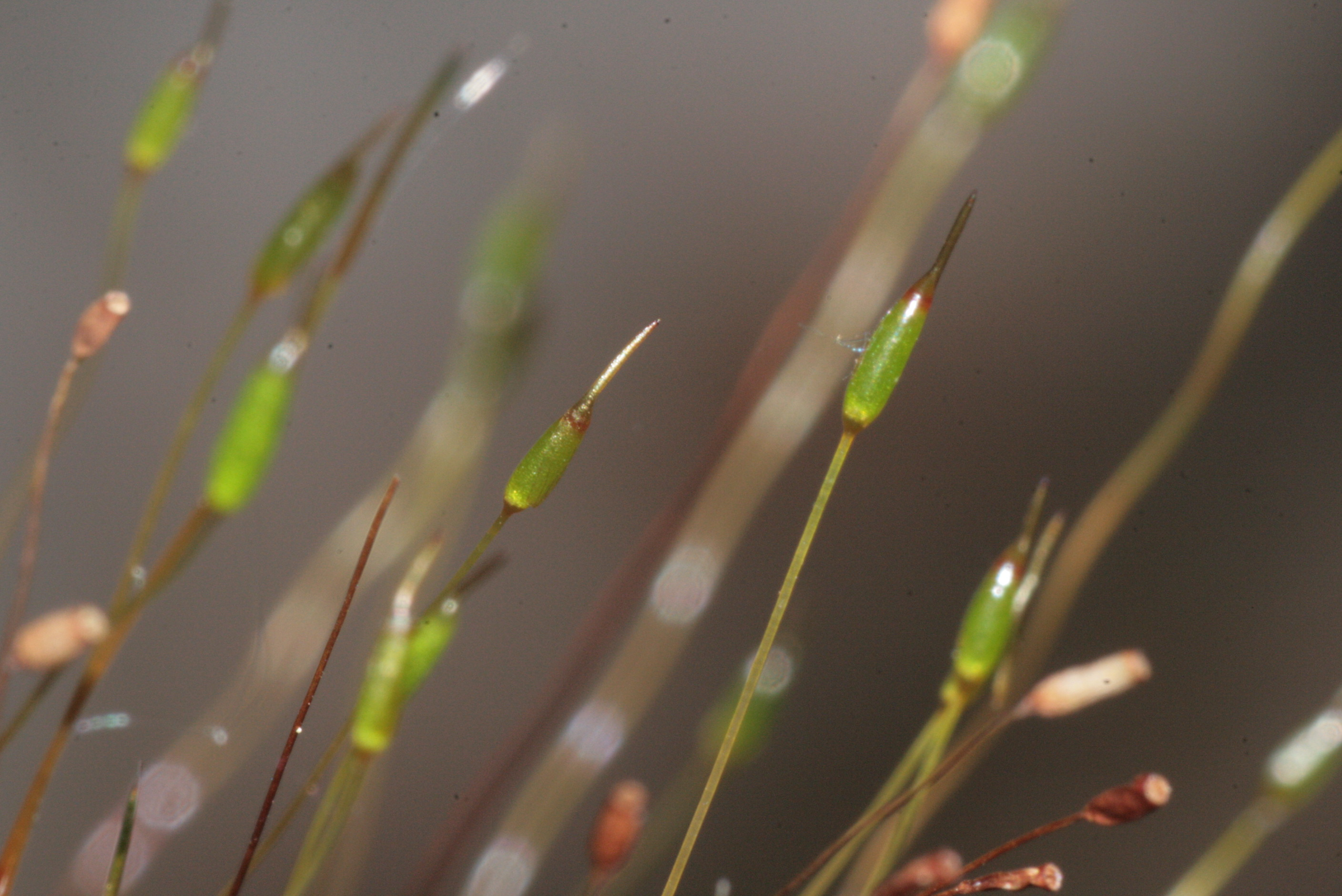
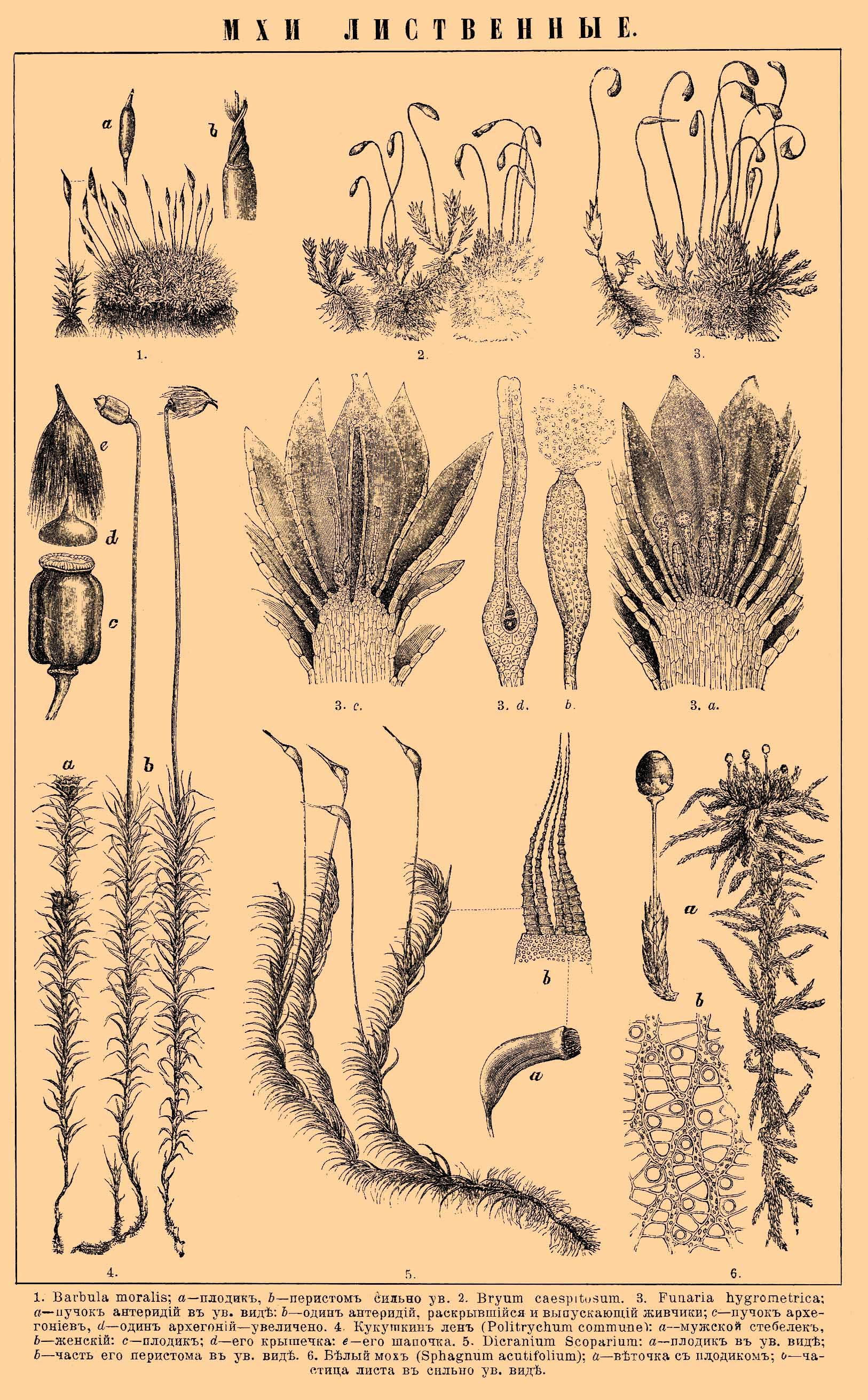